# Agrostis vesca
Agrostis vesca é uma espécie de gramínea do gênero Agrostis, pertencente à família Poaceae.